# Adam Jaraczewski
Adam Jaraczewski (12. února 1785 Lubinia Mała – 22. července 1831 Płock) byl polský brigádní generál, po původu z nízké šlechty. Účatnil se napoleonských válek a listopadového povstání. Byl mužem spisovatelky Elżbiety Jaraczewské.

## Život
Adam Jaraczewski se narodil 12. února 1785 v Lubinii u Jarocina jako syn Wojciecha a Ignacie Karaczewské. Roku 1807 vstoupil do Armády Varšavského knížectví, ve které pak bojoval v napoleonských válkách. V květnu roku 1809 se stal švališérem. Bojoval v bitvě u Wagramu. Roku 1815 se oženil se spisovatelkou Elżbietou Jaraczewskou (roz. Kraśinskou). Spolu pak dlouho žili v Borowici u Lublinu.

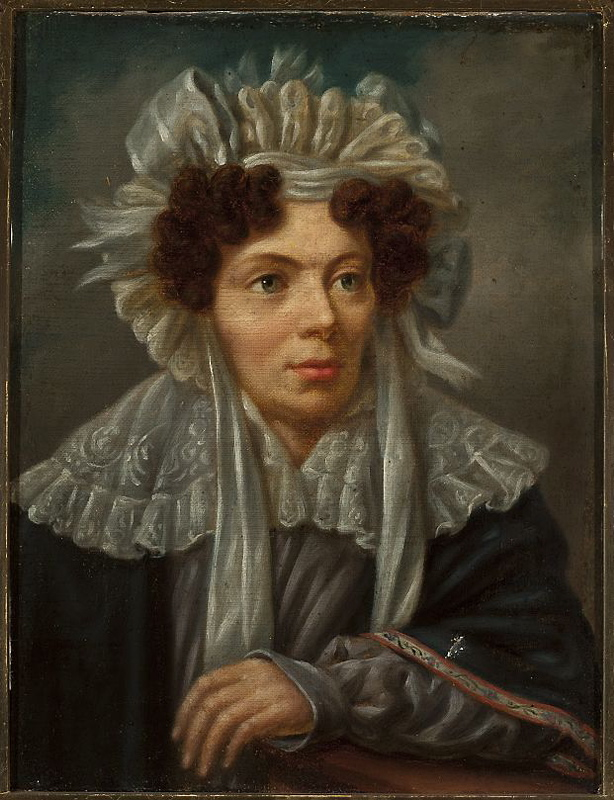
Elżbieta Jaraczewska, manželka Adama

Roku 1830 vypuklo Listopadové povstání proti nadvládě Ruské říše. Jaraczewski k němu připojil jako plukovník a organizoval lublinský pluk (později 10. pluk, kterému pak velel). Jeho žena Elżbieta byla donucena Borowici opustit a přestěhovat se do Krakova. Do Borowice se už nikdy nevrátili. Jaraczewski se v povstání vyznamenal, ale roku 1831 zemřel na choleru v Płocku. Je pohřben na panství svých předků v Jaraczewu.
Byl nositelem Zlatého kříže Virtuti Militari a Řádu čestné legie.